# Branchinecta longiantenna
Branchinecta longiantenna là một tôm hiếm trong họ Branchinectidae. Loài này đặc hữu của California ở Hoa Kỳ, nơi người ta chỉ biết đến 4 quần thể. Nó là loài bị đe dọa ở Hoa Kỳ.
Chúng có chiều dài từ 1 đến 2 cm và khác các loài tôm khác trong họ ở hình dạng râu của nó. Chúng cần ít nhất 23 ngày để trưởng thành và trung bình khoảng 43 ngày.